# عبد الله بن أبي بكر
عبد الله بن أبي بكر الصديق، صحابي، وابن أبي بكر، وأخو عائشة بنت أبي بكر، وأسماء بنت أبي بكر، وأمه قتيلة بنت عبد العزى، وتزوَّج عبد الله بن أبي بكر عاتكة بنت زيد بن عَمْرو أخت سعيد بن زيد، وكان إسلامه قديمًا.

## سيرته
هو عبدُ اللهَ بن أبي بكر ابن أبي قُحافة، وأمه قتيلة بنت عبد العزى، وإخوته هم: عبد الرحمن بن أبي بكر، ومحمد بن أبي بكر، وأخواته هن: عائشة بنت أبي بكر، وأسماء بنت أبي بكر، وأم كلثوم بنت أبي بكر.
تزوَّج عبد الله بن أبي بكر عاتكة بنت زيد بن عَمْرو أخت سعيد بن زيد، وكان بها مُعجبًا فشغلته عن أموره، فقال له أبوه: طلِّقها فطلَّقها، ثم ندم فقال:
فرقَّ له أبو بكر، فأمره بمراجعتها فراجعها ومات وهي عنده، ولها مرثية.
وكان إسلامه قديمًا، وبحسب بعض مصادر أهل السنة والجماعة أنه كان يأْتي النبيَّ  وأَباه أَبا بكر بالطعام وبأَخبار قريش، إِذ هما في الغار، كل ليلة، فمكثا في الغار ثلاث ليال، وقيل غير ذلك، وكان عبد اللّه يبيت عندهما وهو شاب، فيخرج من عندهما السَّحر، فيصبح مع قريش فلا يسمع أَمرًا يُكَادَان به إِلا وعاه حتى يأْتيهما بخبر ذلك إِذا اختلط الظلام، وأخبره عبد الله بن أُرَيقط الدئلي ــ الذي كان دليلَ النبي  ــ بعد أن وصل النبيُّ  إلى المدينة بوصول أبيه إلى المدينة، فخرج عبد الله بعيال أبي بكر، وصحبتهم طلحة بن عبيد الله حتى قدموا المدينة.
قالَ ابن إسحاق في «المغازي»: عن عائشة، قالت: كفن رسولُ الله  في بردى حبرة حتى مَسَّا جلده ثم نزعهما، فأمسكهما عبد الله ليكفّن فيهما، ثم قال: وما كنت لأمسك شيئًا منع الله رسولَه منه فتصدق بهما.
رَوَى الحَاكِمُ أن أبا بكر قال لعائشة: «أتخافون أن تكونوا دفنتم عبد الله بن أبي بكر وهو حي»، فاسترجعت؛ فقالت:«أستعيذ بالله»، ثم قدم وَفْدُ ثقيف فسألهم أبو بكر: «هل فيكم مَنْ يعرف هذا السهم؟» فقال سعيد بن عبيد: «أنا بريته ورِشْتُه، وأنا رميتُ به»، فقال: «الحمد لله، أكرم الله عبد الله بيدك ولم يهنك بيده»، ومات بعد رسول الله  بأربعين ليلة.
وكان أصابه حجر في حصار الطّائف فمات شهيدًا منه، وكفن رسولُ الله  في بردى حبرة حتى مَسَّا جلده ثم نزعهما، فابتاع عبد الله بن أبي بكر الحلة التي أَرادوا أَن يُدْفَنَ فيها رسول الله  بسبعة دنانير، فلم يكفن فيها رسول الله ، ليكفن فيها، فلما حضرته الوفاة قال: لا تكفنوني فيها، فلو كان فيها خير لكُفِّن فيها رسول الله ، أو قال: وما كنت لأمسك شيئًا منع الله رسولَه منه فتصدق بهما، ودفن بعد الظهر، وصلى عليه أَبوه، ونزل حفرته عمر، وطلحة، وعبد الرحمن بن أبي بكر. وقال عبد الله لزوجته عاتكة عند موته:«لك حائطي ولا تزوَّجي بعدي»، فأجابته إلى ذلك، فلما انقضت عِدَّتُها خطبها عمر فعاتبها عليّ على ذلك.
وقيل: رمي عبد الله بسهم في حصار الطائف، فجرح، ثم اندمل ثم انتقض، فمات في خلافة أبيه في شوال سنة 11 هـ.